# Historia de Laredo (Cantabria)
Laredo es un municipio español de la parte oriental de la comunidad autónoma de Cantabria, situado junto al mar Cantábrico. Es la cabeza comarcal del Bajo Asón, y como tal presta servicios a sus municipios adyacentes.
A lo largo de su extensa historia destacan tres grandes períodos, caracterizados por estructuras económicas, sociales, políticas y culturales diferentes: Laredo ha sido villa marinera entre el siglo XIII y el XVIII; puerto pesquero entre mediados del siglo XIX y mediados del XX; y centro turístico a partir de los años sesenta.
Urbanísticamente cada período ha dejado huellas distinguibles en el casco laredano: la Puebla Vieja, formada por el casco medieval y el Arrabal moderno; el Ensanche construido entre el último tercio del XIX y el primero del XX; y el extenso espacio edificado a partir de los años 1960 en paralelo al arenal.

## Villa marinera

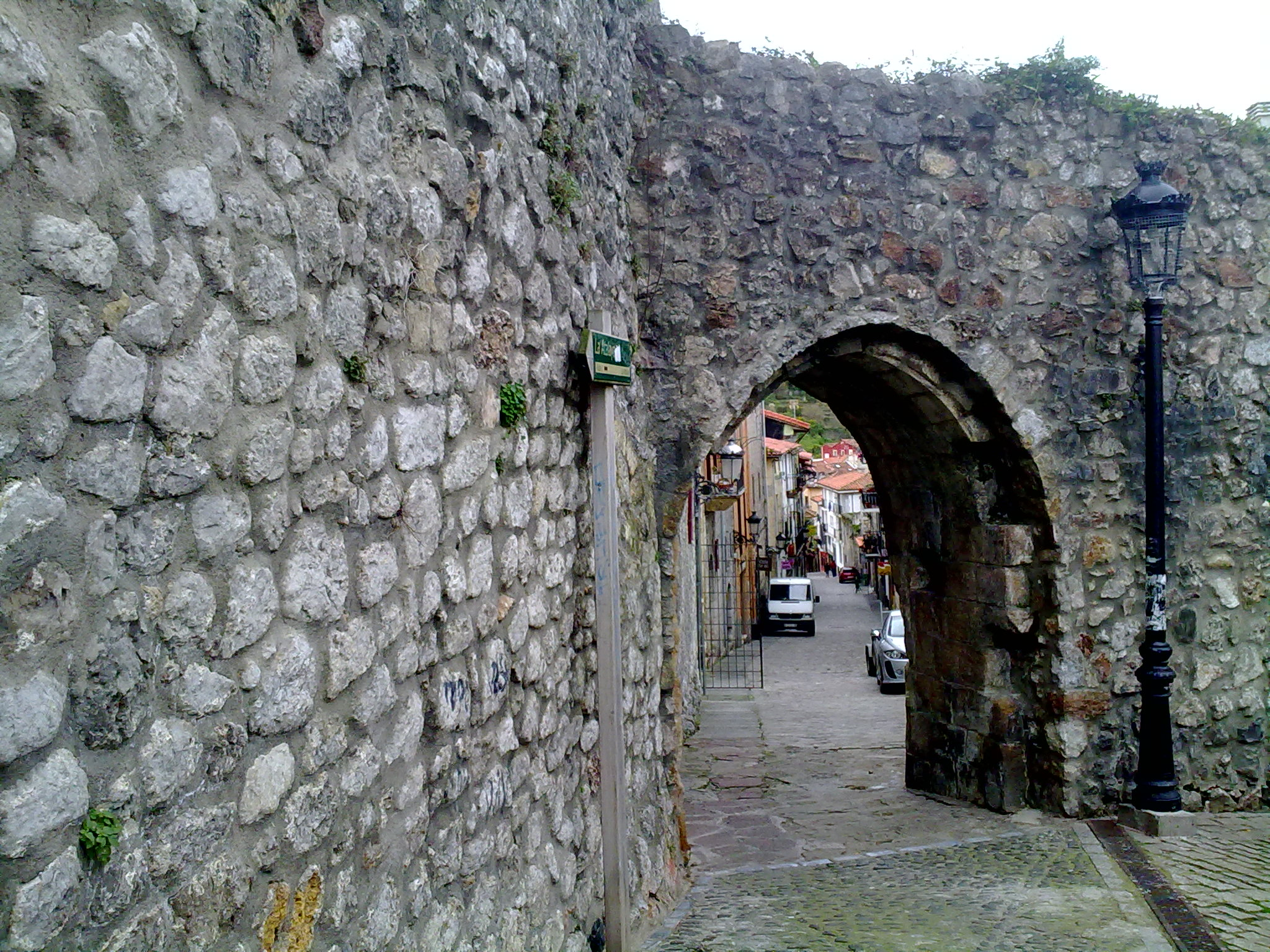
Muralla de Laredo.

Aunque existen referencias históricas previas (Antigüedades de España, del abad Francisco de Berganza en 968; Cartulario del monasterio de Santa María del Puerto de Santoña, en 1068), la relevancia de Laredo se inicia con la concesión de fuero por el rey Alfonso VIII de Castilla en 1200, lo que la convirtió en una de las Cuatro Villas Marineras. Las exenciones fiscales, la autonomía administrativa y la jurisdicción territorial alcanzadas (sus límites jurisdiccionales se extendían por la costa entre el Asón y el Agüera, y por el interior hasta Ampuero) consolidaron a Laredo como uno de los puertos atlánticos de la Corona castellana, canal de exportación de las lanas meseteñas hacia Inglaterra y Flandes, y de importación de manufacturas europeas, a las que se sumaban productos mineros y pesqueros que a través del Camino de Los Tornos se trasladaban a las villas castellanas.
Como demostración de su relevancia fue una de las villas fundadoras de la Hermandad de las Marismas en 1296, participó en la conquista de Sevilla en 1248, fue incluida en las Cantigas de Santa María de Alfonso X, destacó en la toma de Tarifa en 1339 con el barco San Nicolao y en la victoria de Rochela en 1375, que contribuyó al restablecimiento del comercio castellano con Brujas. Posición igualmente ratificada por las sucesivas estancias en la Villa de miembros de la familia real, destacando las de Isabel la Católica que despidió en el Puerto de Laredo a sus hijas, Juana la Loca con 17 años, camino a su casamiento con Felipe 'El Hermoso'; de su hija menor Catalina con 15 camino de su enlace con el heredero de la Corona inglesa (pasó  a ser princesa de Gales, tras la prematura muerte de su marido, contrajo nupcias con Enrique VIII, hermano de su primer marido, convirtiéndose en Reina a la muerte de su suegro) y de Carlos V (hijo de Juana y nieto de Isabel) quien arribó en 1556 para iniciar su viaje hacia el monasterio de Yuste. 
Esta expansión económica, sustentada tanto en las actividades mercantiles como en las pesqueras, posibilitó el incremento demográfico y el crecimiento urbano, destacando Laredo como un dinámico núcleo urbano en medio de un territorio abrumadoramente rural y agrario. Generó una sociedad compuesta mayoritariamente por familias de marineros que diversificaban sus actividades: eran pescadores, comerciantes, armadores, prestamistas, transportistas, agricultores, artesanos… Sobre esta amplia base social, el «común», se erigía un patriciado urbano controlado por cuatro grandes clanes nobiliarios (La Obra, Pelegrín, Villota y Cachupín) que hegemonizaban el poder político (el Regimiento de la villa). Sociedad polarizada que escenificó sus tensiones en las complejas relaciones entre la Cofradía de Mareantes y el Regimiento de la villa.
La expansión urbana configuró el casco histórico compuesto por la Puebla Vieja y el Arrabal, rodeada la primera por una muralla rectangular y culminando el conjunto la iglesia Parroquial de Santa María de la Asunción, uno de los grandes ejemplos del gótico en Cantabria.

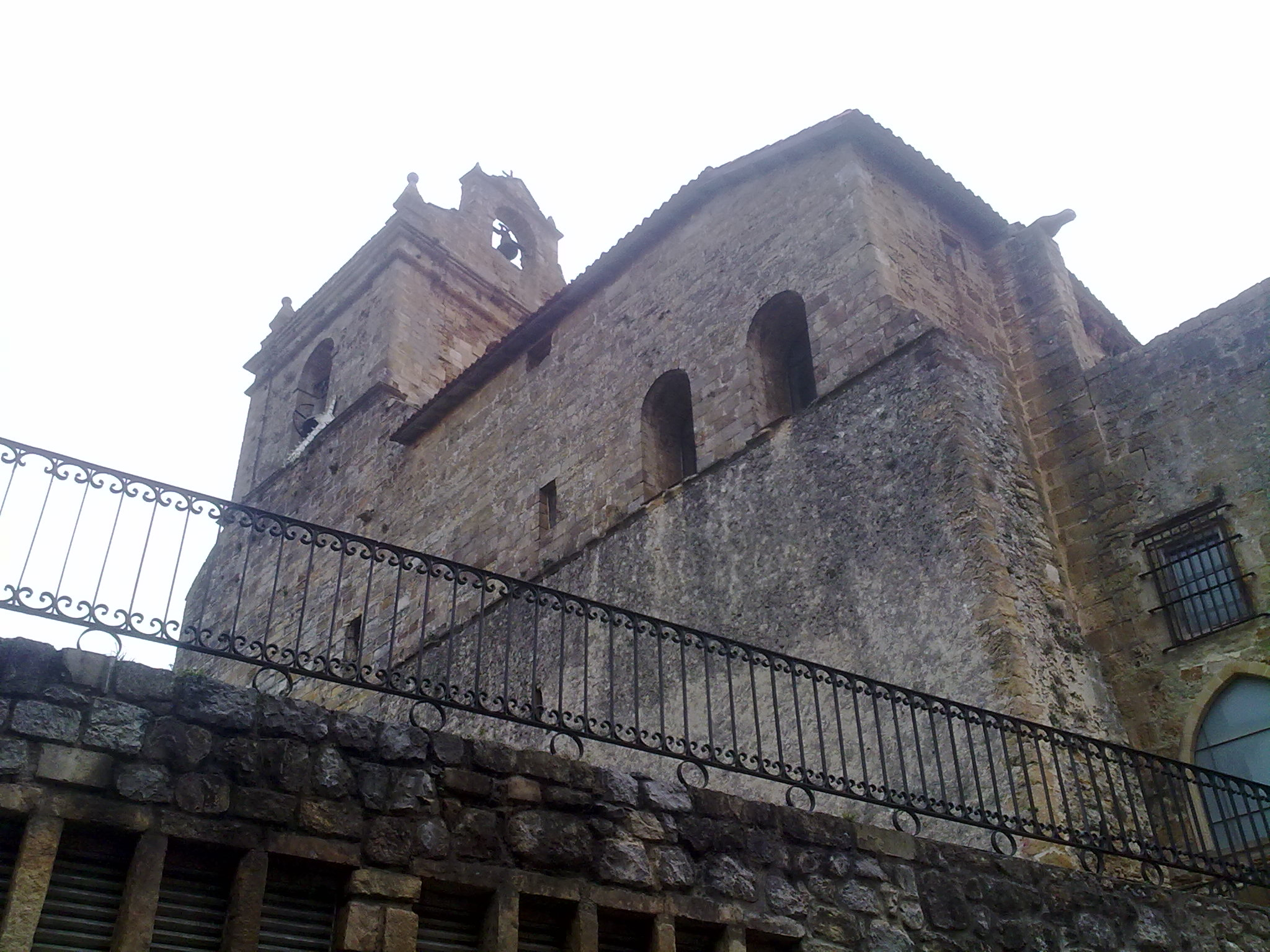
Iglesia de Santa María de la Asunción. Principios del

Alcanzada la villa su apogeo entre los siglos XV y XVI, en la segunda mitad de este entró en una prolongada crisis extendida durante el XVII: las guerras de la monarquía distorsionaron las redes comerciales en el Atlántico y la recesión global contrajo la demanda de pescado. La sucesión de plagas, además, se cebó sobre una población debilitada por las carencias. En plena Guerra de los Treinta Años, Laredo sufrió el ataque de una flota francesa comandada por el arzobispo de Burdeos, que en agosto de 1639 saqueó la villa e incendió el Ayuntamiento. Descenso demográfico y contracción económica no superados hasta el XVIII, pero que no impidieron a Laredo consolidar su posición de virtual capital del Corregimiento de las Cuatro Villas: albergando su sede desde 1629 (custodiaba el Arca de las Tres Llaves) y el Regimiento de Milicias (el Bastón) a partir de 1762.

## Puerto pesquero
La primera mitad del siglo XIX fue un período crítico para Laredo, económica e institucionalmente. El imponente crecimiento de Santander a partir de 1753, tras la apertura del Camino de las Harinas, consolidándose como gran puerto de importación y exportación castellano, aceleró el declive comercial de las otras villas marineras. Además, su progresiva conversión en capital de la región (institucionalizada entre 1801 y 1833 con la creación de la provincia de Santander) eclipsó el protagonismo político sostenido por Laredo, así como sus aspiraciones de convertirse en capital de La Montaña. 

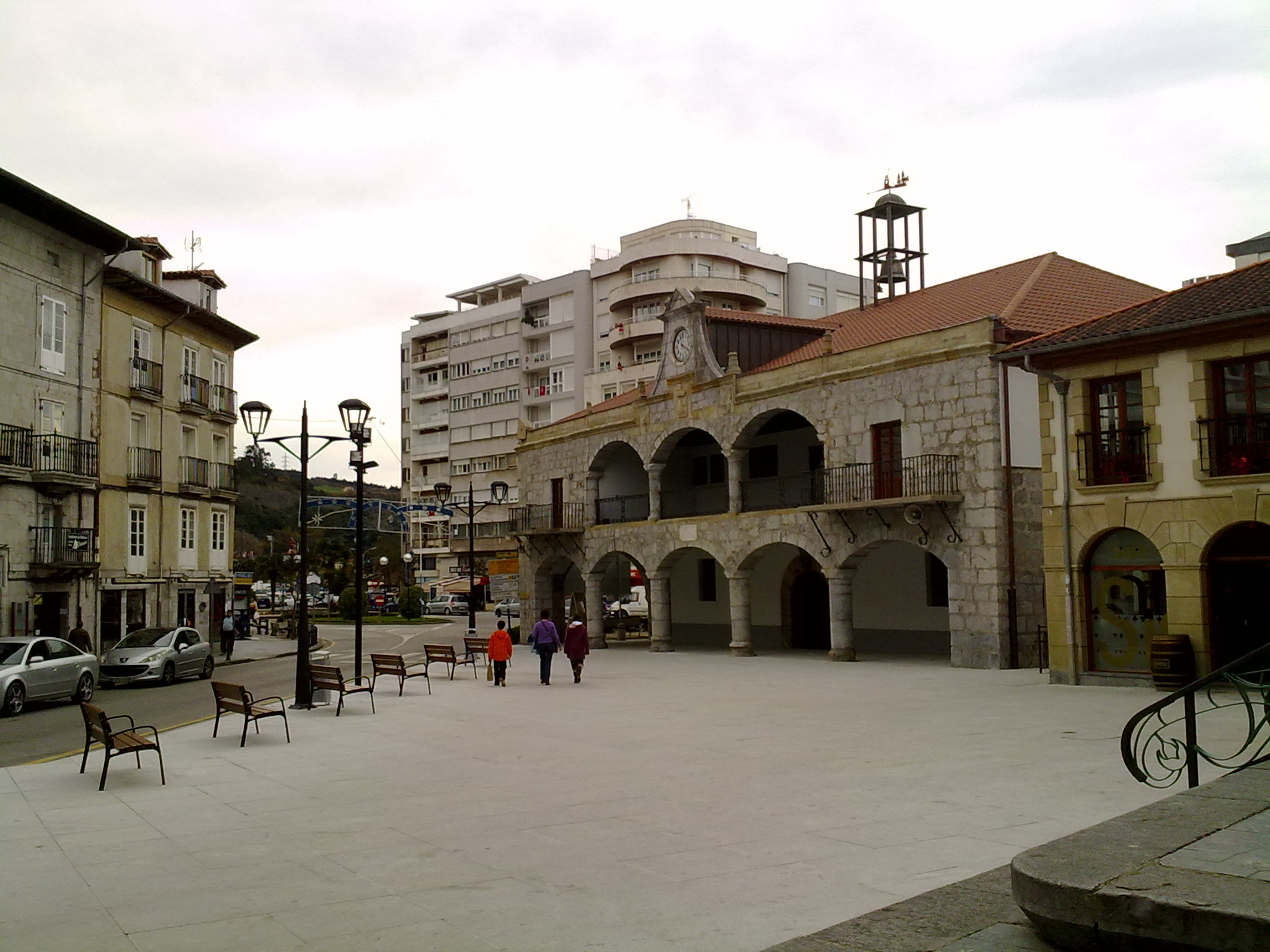
Casa Consistorial proyectada por Simón de Bueras (1561). Sede del Ayuntamiento de Laredo hasta 2008.

Este declive, agudizado por la fuerte inestabilidad sufrida por España hasta los años 1840, desembocó en un Laredo reducido a un pequeño pueblo de pescadores con un escaso comercio de cabotaje. Marasmo no invertido hasta cruzado el ecuador de la centuria, cuando el desarrollo de una fuerte industria conservera (la primera caldera de vapor data de 1862) impulsó la renovación y modernización de la flota pesquera, transformando a la villa pejina en uno de los principales puertos pesqueros del Cantábrico. Para ello hubo de afrontar dos grandes obstáculos:
Por un lado, asegurarse unas apropiadas comunicaciones terrestres que garantizaran la exportación del producto pesquero. En ese sentido la construcción del puente de Treto (1897-1905) salvó el cuello de botella que sobre la ría del Asón sufría la carretera Santander-Bilbao y conectó directamente a la villa con la estación ferroviaria de Treto. El prolongado proceso que implicó (el primer proyecto de es 1867, el definitivo de 1890), sin embargo, generó un malestar creciente entre la población, un enfrentamiento entre municipios y una confrontación política que acabó con la hegemonía liberal en el distrito de Laredo y Castro-Urdiales.
Por otro lado, fundamental fue igualmente para el desarrollo de la villa lograr un puerto moderno y adecuado, puesto que la dársena medieval había quedado inutilizada por la saturación de arenas, y las diferentes propuestas planteadas desde el siglo XVIII (reformas o nuevo puerto) no se habían materializado. En 1862, al fin, con la perforación del monte de la Atalaya mediante un túnel, se inició la construcción de un puerto nuevo en la cala de la Soledad. La fuerza de las galernas, sin embargo, dañó sucesivamente las obras y obligó a alteraciones del proyecto, hasta ser definitivamente abandonado en 1873. Abortado el puerto de la Soledad, en 1883 se comienza otro en la zona del Canto, protegido por la Atalaya pero sometido al problema de los depósitos de arena que restringían su calado y obligaron a constantes dragados.

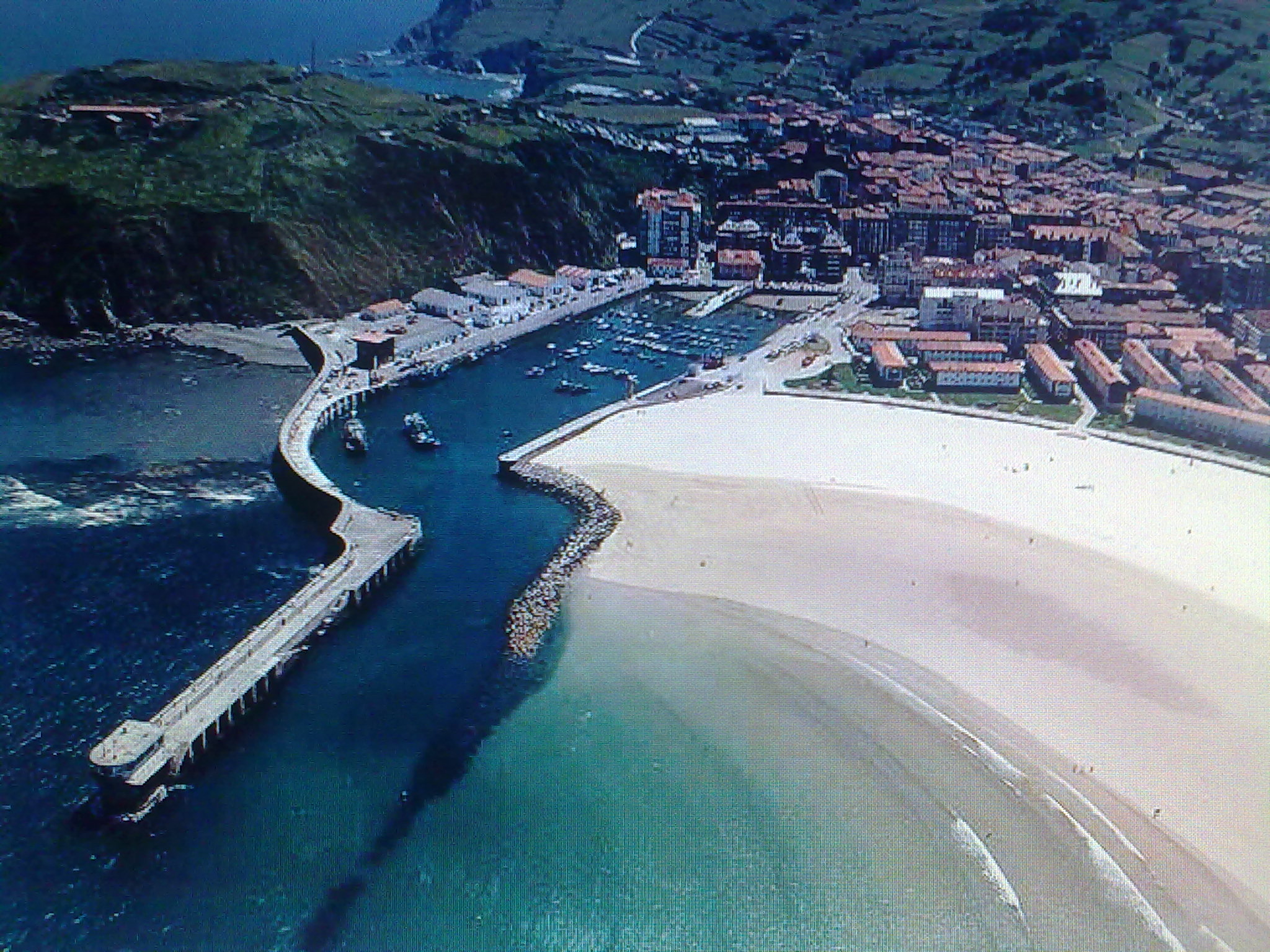
Antiguo puerto de Laredo (1883).

Estos obstáculos retrasaron la renovación de embarcaciones y técnicas pesqueras en Laredo, pero una vez iniciada avanzó con rapidez, consolidando a la villa ya en los años 1920 como uno de los puertos punteros de la Cantabria. Las especies capturadas se orientaron hacia la demanda conservera: merluza, sardina, bocarte, bonito y besugo, convirtiéndose la anchoa en el producto estrella a partir de los años 1920. Mediado el siglo XX, en pleno cénit de la industria conservera laredana, figuraban medio centenar de establecimientos fabriles en el municipio.
Dinámica actividad que generó una cohesionada sociedad de familias pescadoras cuyos miembros al completo participaban de las diferentes labores: preparación de artes y embarcaciones, capturas, descargas, distribución, comercialización, trabajo en las fábricas de conservas... Combinándolas con el cultivo de pequeñas parcelas (maíz, alubias, viñas) para complementar unas frágiles economías familiares.

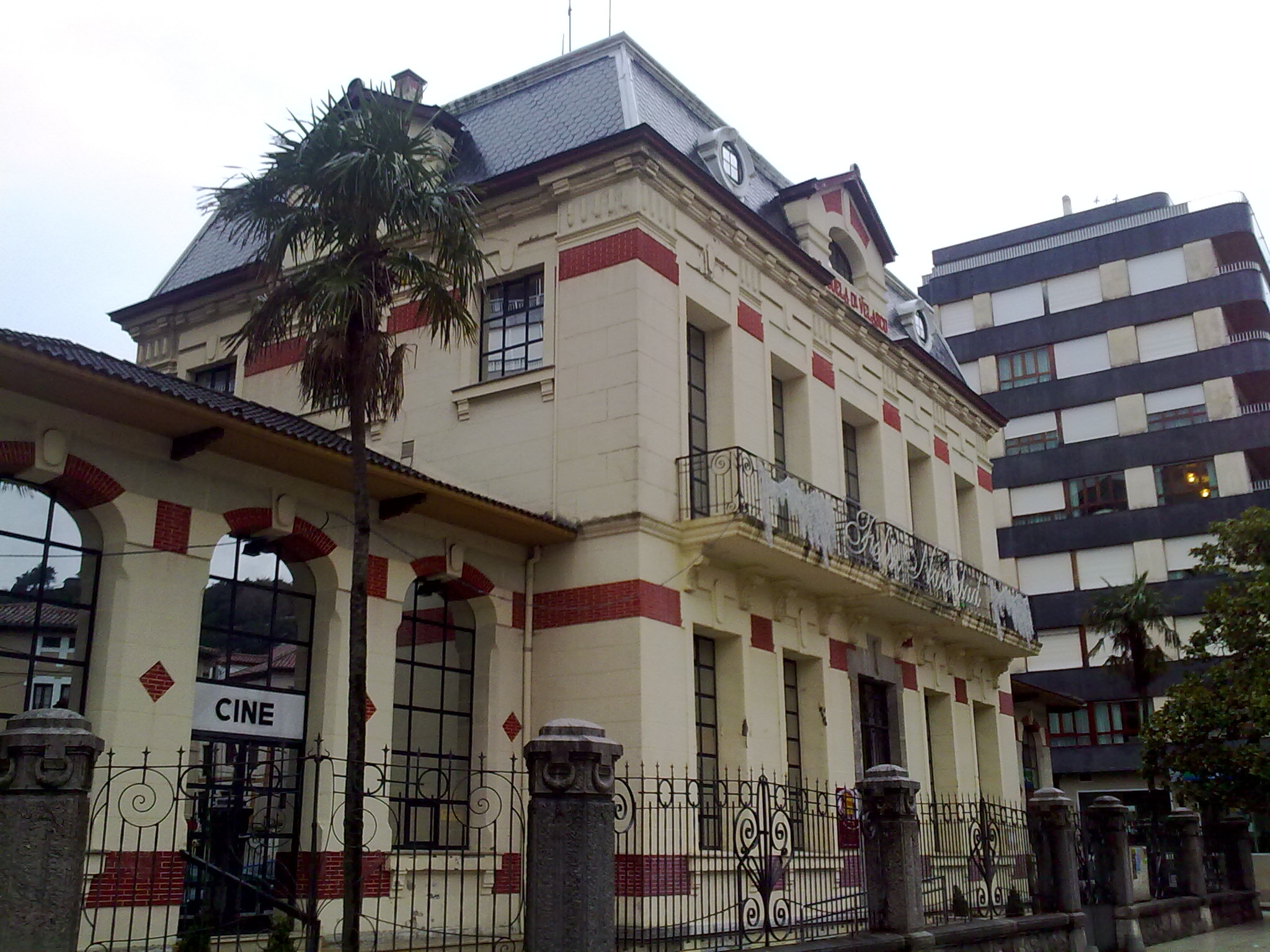
Escuelas del Doctor Velasco. Actual Casa de Cultura.

Crecimiento económico que potenció un notable incremento demográfico (que alcanzó su auge en los años sesenta/setenta) y la expansión del casco urbano. Entre finales del XIX y comienzos del XX se erigió el Ensanche laredano (según proyecto de Pedro Cebredos, 1881) en la zona del Canto y las Alamedas (aquí con modelo de ciudad-jardín), combinando uso residencial, productivo y dotacional: albergó viviendas, numerosas fábricas y edificios públicos (Matadero, Mercado de Abastos o Escuelas Doctor Velasco).

## Centro turístico
El boom turístico de los años 1960 cambió radicalmente a Laredo, económica, social y culturalmente. La llegada masiva de visitantes (principalmente franceses) en verano atraídos por la extensa playa de La Salvé desvió iniciativas, capitales y mano de obra hacia el sector terciario vinculado al turismo y a la construcción, con la implantación del modelo de «sol y playa» que se imponía en el Mediterráneo. El núcleo pesquero-conservero de familias marineras se transformó vertiginosamente en uno de los principales centros turísticos del norte de España, con una sociedad en rápida terciarización y un estrecho contacto con hábitos, modos de vida y patrones culturales importados de la Europa Occidental.

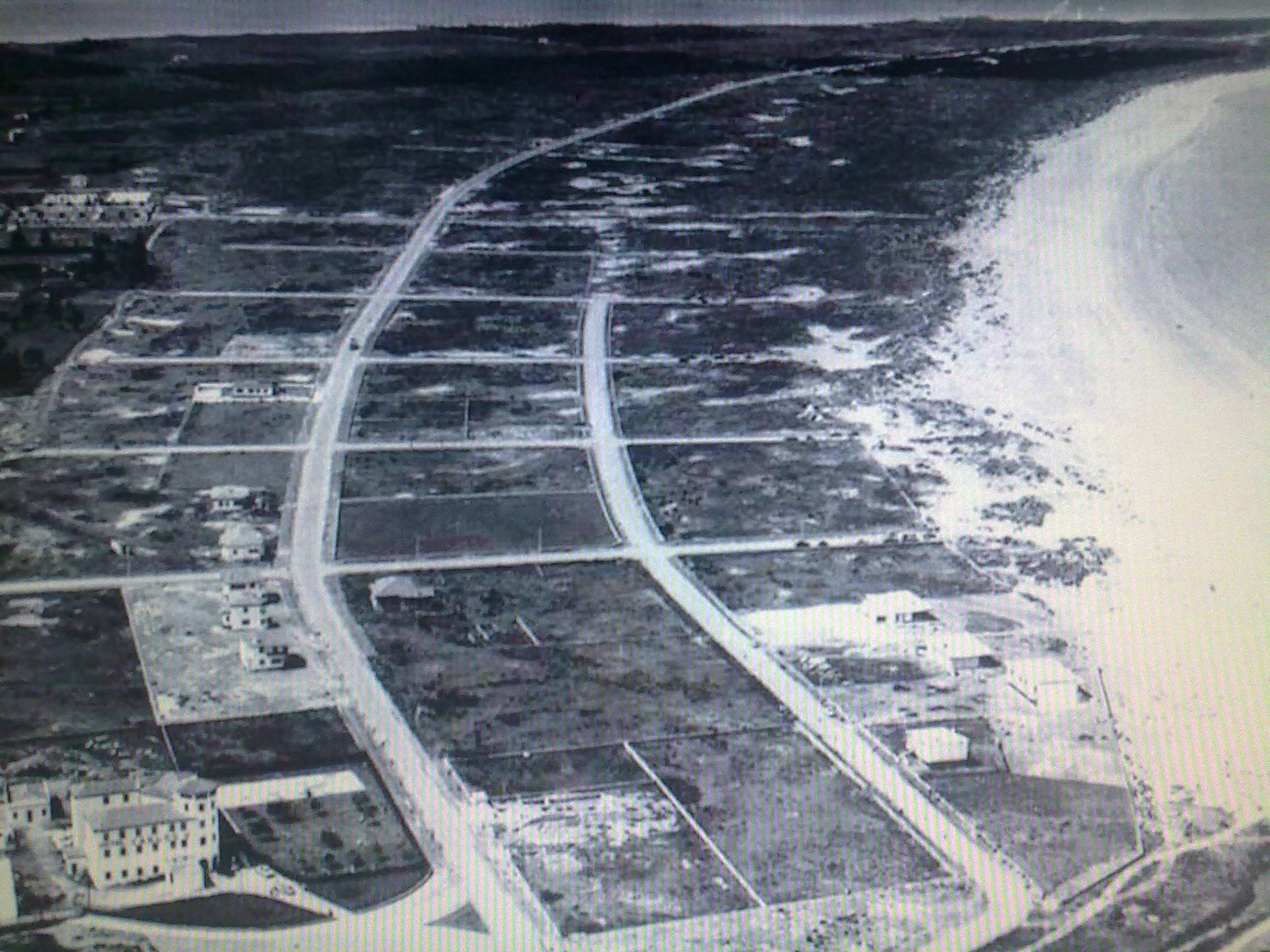
Parcelario de la zona de los Terreros hasta el Puntal, área de expansión urbana en los años 1960.

El atractivo turístico de Laredo había comenzado en el siglo XIX, con la presencia estival de acomodados veraneantes provenientes de la burguesía madrileña, vasca y castellana en busca de los beneficios salutíferos de los «baños de ola». Como gancho y atractivo para estos visitantes se creó la Batalla de Flores (1908), fiesta celebrada a finales de agosto que pronto se consolidó como una de las más importantes y originales del Cantábrico. Elitista turismo que se popularizó y democratizó gracias a la elevación del nivel de vida de los sectores medios y obreros de la sociedad europea tras la Segunda Guerra Mundial. 
El rodaje en Laredo de un péplum, El coloso de Rodas (coproducción italo-franco-española dirigida por Sergio Leone), ejerció en 1960 de simbólico pórtico al nuevo período que estaba a punto de abrirse para la villa, poniéndola por primera vez en contacto con ese mundo «moderno» que el turismo iba a traer. De hecho, el Laredo de los años sesenta y setenta destacó por su modernidad, por la asunción de un estilo de vida secularizado y liberal, de pautas urbanas, plasmado en los numerosos establecimientos «de moda» que se abrieron durante ese período (cafeterías, restaurantes o discotecas), que contrastaba con el aún constreñido modo de vida de la tardofranquista Cantabria de esos años.

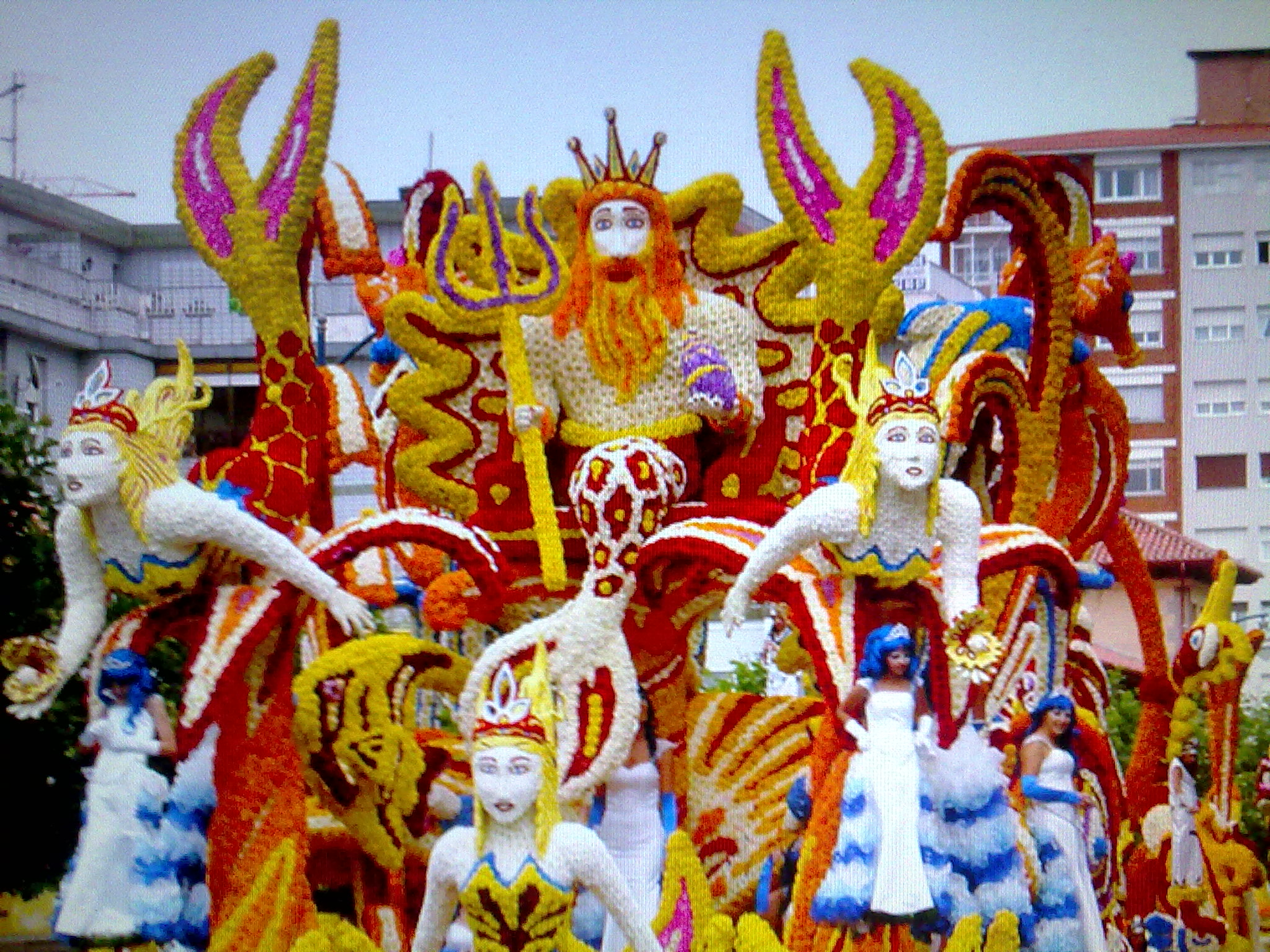
La Batalla de flores de Laredo, fiesta de Interés Turístico Nacional desde 1965.

La nueva actividad impulsó una potente expansión urbanística de la villa (promocionada como «capital de la Costa Esmeralda»), edificándose de manera vertiginosa y desordenada, sin previsión, de modo que dotaciones y servicios avanzaron mucho más lentamente que la construcción residencial (sobre todo segundas viviendas). Desbordado el núcleo formado por la Puebla Vieja y el Ensanche, una pantalla de torres se extendió en paralelo a la media luna formada por la playa, sobre terrenos municipales (abandonados por el mar) previamente privatizados, hasta alcanzar el Puntal, frente a la desembocadura del Asón. Modelo constructivo que durante los años setenta y ochenta se extendió hacia el núcleo laredano, alterando el antiguo trazado del Ensanche.
El nuevo modelo turístico entró en crisis durante los años 1970, modificando el origen de los turistas laredanos: descendió el número de extranjeros, sustituidos por nacionales (sobre todo vascos) gracias a la elevación del nivel de vida en España. Cambios que obligaron a presentar una oferta turística más amplia y de mayor calidad: turismo cultural, rural, gastronómico... No obstante el sector siempre se ha enfrentado en Laredo a un obstáculo: la fuerte estacionalidad anclada a un período estival corto y la dificultad para prolongarlo más allá de los meses de verano (sumada a la aparición de nuevos polos turísticos en la región). Propuestas para afrontarlo han sido la creación de una nueva fiesta a finales de septiembre, el Último Desembarco de Carlos V, y la construcción de un nuevo puerto pesquero-deportivo (2006-2010).